# Bielsteinklippe (Blankenburg)

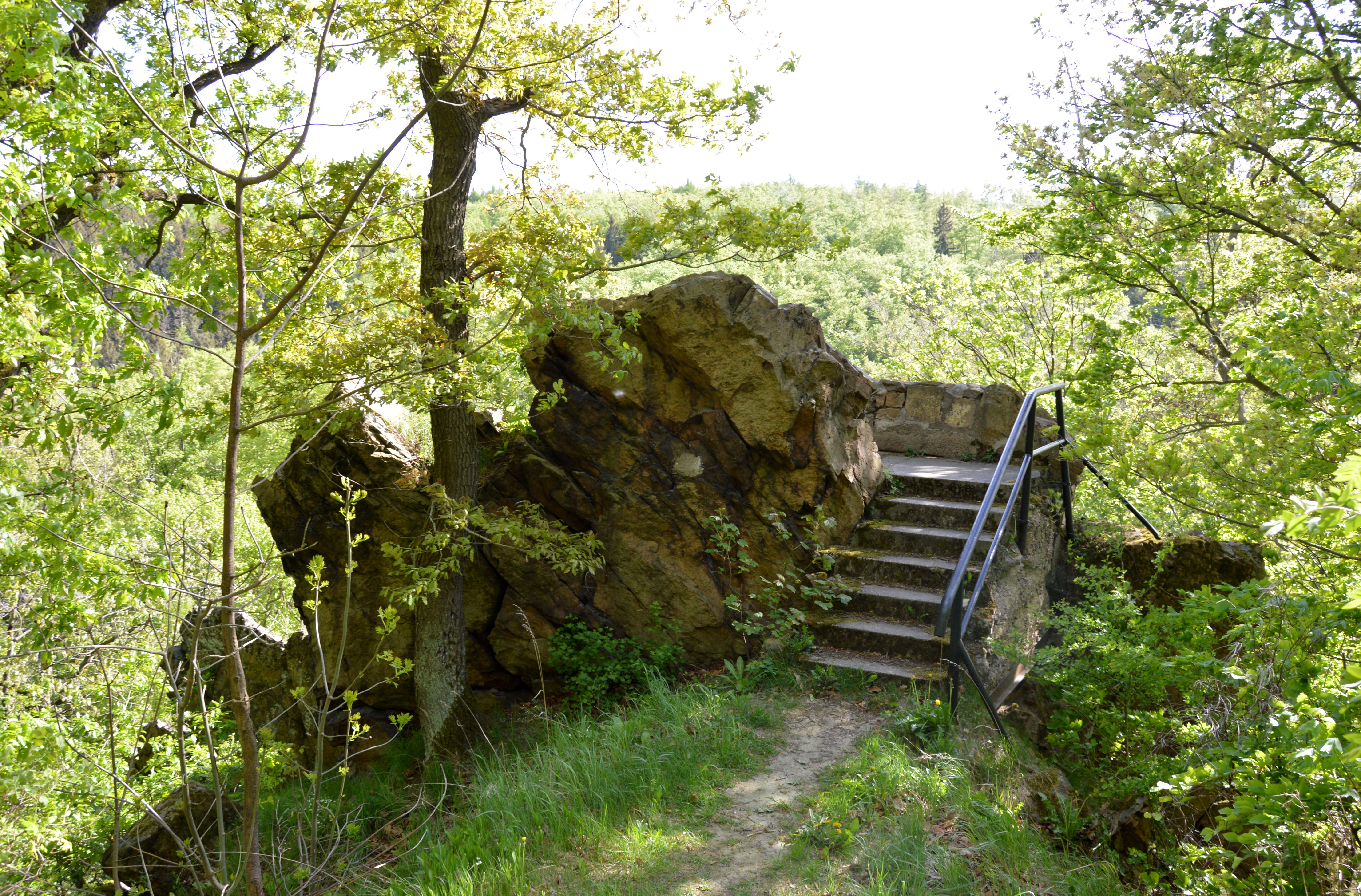
Bielsteinklippe

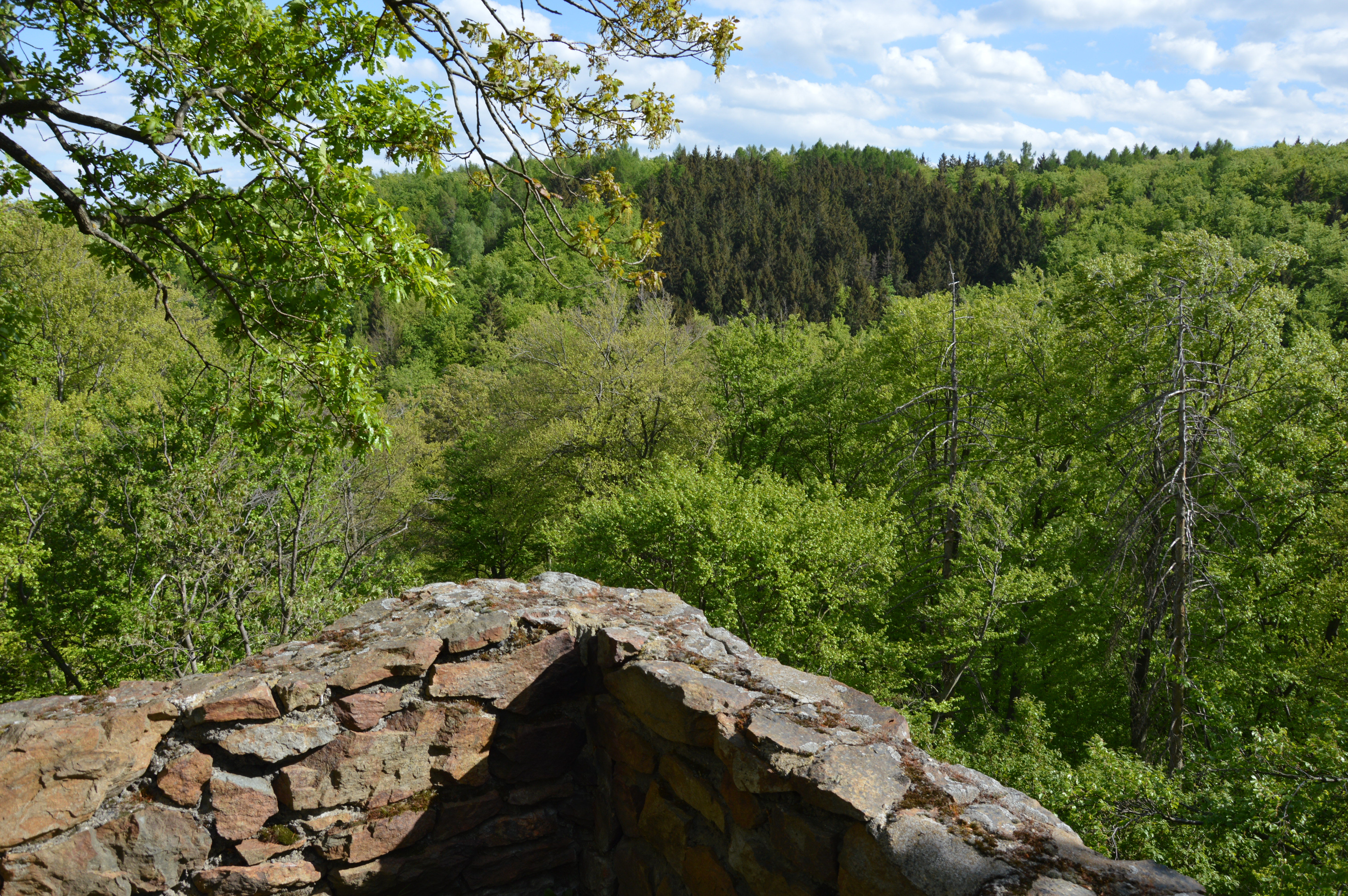
Blick von der Bielsteinklippe

Die Bielsteinklippe ist eine Felsformation im Harz in Sachsen-Anhalt.
Die als Aussichtspunkt ausgebaute Klippe befindet sich am Berg Bielstein, auf der Nordseite des Tals Brauner Sumpf gegenüber dem Astberg in der Gemarkung der Stadt Blankenburg (Harz). Sie erreicht eine Höhe von etwa 385 m. Nördlich der Klippe führt die Bundesstraße 27 von Hüttenrode nach Blankenburg. Etwas nordöstlich befindet sich der Ziegenkopf. Vom nördlich gelegenen Herzogsweg führt ein Wanderweg zur Bielsteinklippe.
Der Name verweist möglicherweise auf den angeblichen germanischen Gott Biel, dessen tatsächliche historische Verehrung jedoch umstritten ist. Es gibt Vermutungen, wonach die Bielsteinklippe als heidnische Kultstätte diente und gemeinsam mit dem Ziegenkopf in Zusammenhang mit weiteren Kultstätten in der Umgebung Blankenburgs steht.